# أمنحتب (كاهن آمون الأكبر)
أمنحتب، كاهن آمون الأكبر في أواخر الأسرة المصرية العشرين، وخدم تحت حكم كل من رمسيس التاسع ورمسيس العاشر ورمسيس الحادي عشر. كان ابن رمسيس نخت، كبير كهنة آمون السابق له. لا يزال غير واضح من خلفه في منصبه. لفترة طويلة، كان يُعتقد أن خلفه كان حريحور، ولكن كارل يانسن-فينكلن اقترح أن أمنحتب خلفه في المنصب با عنخ.
نعرف أسماء بعض إخوته وأخته:
- أخوه (الأكبر؟) كاهن آمون مري باستت الثاني
- أخوه، كبير المشرفين وسر ماعت رع نخت الثاني
- أخته عات مريت الأولى
- أخوه، كاهن آمون من الدرجة الثانية نسي آمون الأول (انظر أدناه)

## "التعدي على كبير الكهنة"
من عدة إشارات في أوراق البردي الخاصة بسرقة المقابر (بردية ماير أ؛ بردية المتحف البريطاني 10383؛ بردية المتحف البريطاني 10052) يمكن استنتاج أن نائب كوش بانحسي هاجم طيبة وعزل كبير الكهنة أمنحتب من منصبه قبل بداية عصر ال وحم مسوت (عصر النهضة - تجدد الميلاد).
خلال العقود الأولى من القرن العشرين، كان هناك الكثير من الالتباس حول تاريخ "القمع" والدور الدقيق الذي لعبه بانحسي. افترض عالم المصريات ويلهلم شبيغلبرغ أن أمنحتب نفسه هو الذي تمرد، لكن زيته بيّن أن أمنحتب كان الضحية وليس الجاني. غالبًا ما تم وضع "القمع" في عهد رمسيس التاسع أو في السنوات الأولى من حكم رمسيس الحادي عشر. الآن، من المقبول عمومًا أن القمع وقع قبل فترة قصيرة من عصر وحم مسوت، الذي بدأ في السنة التاسعة عشرة من عهد رمسيس الحادي عشر. وقد تم اقتراح أن هذه "النهضة" قد تكون قد أُعلنت لتشير إلى نهاية فترة صعبة كان عزل أمنحتب جزءًا منها.
في دراسة مفصلة للغاية، أظهرت كيم رايدالغ أن الترجمة التقليدية لكلمة "تهي" المصرية بأنها "قمع" مضللة، لأنها توحي بأن أمنحتب قد حُوصِر أو سُلبت حريته. الكلمة تشير إلى فعل عدائي عام. لذا، يُفضل استخدام ترجمة أكثر حيادية مثل "التعدي على كبير الكهنة".
لا يُعرف بالضبط من أنهى "التعدي". من المؤكد أن بانحسي هرب جنوبًا وتمكن من الاحتفاظ بقاعدة قوة في النوبة حتى السنة العاشرة من عهد النهضة، حيث تم ذكره في رسالة كتبها كبير كهنة آمون باعنخ.
لا يُعرف ما إذا كان كبير الكهنة أمنحتب قد نجا من الهجوم العنيف لبانحسي. ومع ذلك، نشر وينتي نقشًا متضررًا بشكل كبير من الكرنك يصف فيه كبير كهنة (الاسم مفقود، لكنه يكاد يكون أمنحتب) فترة نفيه من منصبه. النص يشير بقوة إلى أن أمنحتب قد أُعيد إلى منصبه بعد تقديم التماس للملك.
إذا كان أمنحتب قد خُلف بحريحور، فمن المؤكد أن فترته الكهنوتية قد انتهت بحلول السنة الخامسة من عصر النهضة على أبعد تقدير، لأن القصة تذكر حريحور ككبير كهنة في الوقت الذي كان فيه الكاهن ونامون في رحلته إلى جبيل. ومع ذلك، ليس من المؤكد ما إذا كانت "السنة الخامسة" المجهولة في قصة ونامون تنتمي فعلاً إلى عصر النهضة.
باعنخ، المرشح الآخر لخلافة أمنحتب، يُذكر لأول مرة بشكل مؤكد في السنة السابعة من الوحم مسوت. إذا كان مسار حريحور قد سبق مسار باعنخ (وهو ما يعارضه الآن يانسن-فينكلن وعدد متزايد من علماء المصريات)، فإن هذا سيترك وقتًا قصيرًا لمسيرة أمنحتب بعد التعدي.

## "حكاية المصيبة"
في عام 1962، نشر جي. فشت نظرية مفادها أن بردية موسكو 127، المعروفة باسم "حكاية المصيبة" أو "رسالة ورماي" هي في الواقع رواية مقنعة، تحتوي على إشارات مبطنة إلى التعدي ضد أمنحتب من قبل نائب كوش بانحسي، مع تفسير اسم ورماي على أنه لعب بالألفاظ على لقب كهنوتي مشابه. إذا كان فشت محقًا، فإن "حكاية المصيبة" توفر دليلاً إضافيًا على أن أمنحتب قد عاد إلى منصبه.
تم استئناف نظرية فشت مؤخرًا بواسطة أد تيس، الذي اقترح أن "رسالة ورماي" قد تكون "سلاحًا دعائيًا يهدف إلى تشويه سمعة بانحسي، الذي ربما لا يزال يشكل تهديدًا خطيرًا لأمنحتب بعد التعدي."

## نسي آمون
كاهن آمون من الدرجة الثانية نسي آمون، شقيق أمنحتب، ادعى أيضًا منصب كبير كهنة آمون. جاء ذلك في نقش على قاعدة تمثال لوالده رمسيس نخت.
ومع ذلك، لا يمكن أن يكون قد سبق أو خلف أخاه:
- خلال المرحلة الأولى من فترة كهنوت أمنحتب، كان كاهن الدرجة الثانية ثانفر يشغل هذا المنصب بالفعل، مما يدل على أن نسي آمون أصبح بارزًا لاحقًا.[15]
- في نبوءات السنة السابعة من عصر وحم مسوت، لا يزال نسي آمون يظهر ككاهن من الدرجة الثانية، إلى جانب كبير كهنة آمون باعنخ.[10] ومع ذلك، أشار بعض الباحثين إلى أن باعنخ كان أكثر ميلًا للابتعاد عن الساحة بينما يقوم نسي آمون بدور عادة ما يؤديه كبير كهنة آمون.[16]

لقد تم افتراض أن "نسي آمون" قد عمل كـ "كبير كهنة مؤقت" ليحل محل شقيقه خلال الاعتداء عليه من قبل نائب الملك في كوش بانحسي. ربما يفسر هذا السيناريو سبب السماح له على ما يبدو من قبل كبير الكهنة "باعنخ" بأداء دور عادةً ما يلعبه كبير كهنة آمون وحده.

## قراءات إضافية
- فيلهلم شبيجلبرغ، "ثورة كبير الكهنة آمونحتب في عهد رمسيس التاسع"، ZÄS 58 (1923)، الصفحات 47-48
- كورت سيته، "التمرد المزعوم لكبير الكهنة آمونحتب في عهد رمسيس التاسع"، ZÄS 59 (1924)، الصفحات 60-61
- ت. إريك بيت، "الثورة المزعومة لكبير الكهنة آمونحتب في عهد رمسيس التاسع"، JEA 12 (1926)، الصفحات 254-259
- جي. فيشت، "الرسالة الأدبية في موسكو كوثيقة تاريخية"، ZÄS 87 (1962)، الصفحات 12-31
- كيم رايدالج، "قصة من علم الدلالات والكبت: إعادة تفسير بردية ماير أ وحرب الكهنة الكبار المزعومة في عهد رمسيس الحادي عشر"، SAK 43 (2014)، الصفحات 359-373
- أوته روميل، "الحرب، الموت ودفن كبير الكهنة آمونحتب: السجل الأثري في دراع أبو النجا"، SAK 43 (2014)، الصفحات 375-397